# Othmar Perler
Othmar Perler (* 3. Juni 1900 in Wünnewil; † 14. Dezember 1994 in Tafers) war ein Schweizer Kirchenhistoriker.

## Leben
Der Sohn des Bauunternehmers, Josef, und von Elisabeth geb. Fasel besuchte das Gymnasium in Engelberg. Nach dem Theologiestudium (1921–1923) am Priesterseminar sowie 1923 und 1926 an der Universität Freiburg i. Üe. empfing er 1925 die Priesterweihe. Nach der Promotion 1930 in Theologie in Freiburg und 1932 in christlicher Archäologie in Rom lehrte von 1932 bis 1971 als Professor für Patristik, Dogmengeschichte und christliche Archäologie in Freiburg im Üechtland.

## Schriften (Auswahl)
- Der Nus bei Plotin und das Verbum bei Augustinus als vorbildliche Ursache der Welt. Vergleichende Untersuchung. Paderborn 1931, OCLC 1012326700.
- Sebastian Werro (1555–1614). Beitrag zur Geschichte der katholischen Restauration zu Freiburg in der Schweiz. Freiburg im Üechtland 1942, OCLC 715516406.
- Patristische Philosophie. Bern 1950, OCLC 781327672.
- Weisheit und Liebe. Nach Texten aus den Werken des heiligen Augustinus. Olten 1952, OCLC 862887780.
- Die Mosaiken der Juliergruft im Vatikan. Rektoratsrede zur feierlichen Eröffnung des Studienjahres am 15. November 1952. Freiburg im Üechtland 1953, OCLC 1091918244.
- Ein Hymnus zur Ostervigil von Meliton? (Papyrus Bodmer XII). Freiburg im Üechtland 1960, OCLC 878216110.
- Otto Wermelinger und Dirk van Damme (Hrsg.): Othmar Perler: Sapientia et caritas. Gesammelte Aufsätze zum 90. Geburtstag (= Paradosis. Beiträge zur Geschichte der altchristlichen Literatur und Theologie. Band 29). Universitätsverlag, Freiburg 1990, ISBN 3-7278-0684-2.